# Майдан (Львівський район)
Майда́н — село в Україні, у Жовківській міській громаді Львівського району Львівської області.

## Історія
Майдан (пол. Majdan) — село, належало до Жовківського повіту, 14 км на південний захід від Жовкви (автошлях Т 1425). На захід і північ лежала Фійна, на схід Поляни, на південь Дубровиця (Городоцький повіт). Води з території села пливуть до потоку Фійна. Вздовж північного і східного кордонів села пливе малий струмок Білий на південь, а потім на південний захід і входить до Фійни, забравши з собою декілька менших струмків. У 1880 році було 222 жителі в гміні (усі греко-католики, за винятком кільканадцяти римо-католиків). Парафії греко-католицька була в Мокротині, римо-католицька в Жовкві. За часів Речі Посполитої село належало до королівської власності в Мервицькій державі у Львівській землі.
12 червня 2020 року, відповідно до розпорядження Кабінету Міністрів України № 718-р «Про визначення адміністративних центрів та затвердження територій територіальних громад Львівської області», село увійшло до складу Жовківської міської громади.
19 липня 2020 року, в результаті адміністративно-територіальної реформи та ліквідації Жовківського району, село увійшло до складу новоствореного Львівського району.

## Природоохоронні території
На схід від села розташоване заповідне урочище місцевого значення «Майдан». В напрямку села Мокротин — заповідне урочище «Журі».

## Відомі уродженці
В цьому селі народився Володимир Парасюк — сотник Євромайдану, що у промові 21 лютого 2014, висунув ультиматум щодо відсторонення В. Януковича від влади.